# 橫濱飛翼
橫濱飛翼（Yokohama Flügels）是一間於1993年至1999年參加日本職業足球聯賽的日本球隊。球隊原稱全日本空輸足球隊，並且參加了日本足球聯賽。球隊名稱「飛翼」是取自德文 ，可解作「翼」。

## 歷史
儘管球隊從未取得過日本足球聯賽或日本職業足球聯賽冠軍，飛翼卻贏得多項的重要錦標，包括天皇盃、亞洲盃賽冠軍盃和亞洲超級盃。
1998年，由於有球隊投資者撤走資金，球隊最大的贊助商全日本空輸與日產汽車商討成立新橫濱水手，把兩間同樣位於橫濱的橫濱水手和橫濱飛翼合併，飛翼的球員亦成為了新水手隊的球員。
雖然在新水手隊的名字中加入了 "F"，新球隊的名字 "Yokohama F. Marinos" 的 "F" 的代表飛翼。可是在橫濱飛翼和橫濱水手合併後的第二年，一些橫濱飛翼的球迷不認為自己應該支持合併後的橫濱水手，因為實際上飛翼已經解散，和橫濱水手是飛翼的同市死敵。所以，他們向公眾募捐，與國際管理集團結盟，和集合橫濱飛翼的球迷，成立了橫濱Fulie體育會(Yokohama Fulie Sports Club)。然後他們仿效巴塞羅拿採用的社會學模式，在Fulie體育會下成立了FC橫濱，並是日本首間由球迷擁有和經營的球會。
1999年1月1日，飛翼在最後一場比賽中擊敗清水心跳，奪得天皇盃冠軍。

## 聯賽成績
| 年份 | 階段 | 排名 | 分  | 勝  | 負  | 和 | 入球 | 失球 |
| ---- | ---- | ---- | --- | --- | --- | -- | ---- | ---- |
| 1993 | 第1  | 7    | 18  | 8   | 10  |    | 24   | 21   |
| 1993 | 第2  | 7    | 18  | 8   | 10  |    | 20   | 30   |
| 1994 | 第1  | 5    | 22  | 13  | 9   |    | 36   | 27   |
| 1994 | 第2  | 8    | 22  | 9   | 13  |    | 31   | 33   |
| 1995 | 第1  | 13   | 26  | 9   | 17  |    | 42   | 54   |
| 1995 | 第2  | 11   | 26  | 11  | 15  |    | 36   | 57   |
| 1996 |      | 3    | 30  | 21  | 9   |    | 58   | 44   |
| 1997 | 第1  | 2    | 16  | 12  | 4   |    | 35   | 16   |
| 1997 | 第2  | 11   | 16  | 7   | 9   |    | 23   | 27   |
| 1998 | 第1  | 8    | 17  | 10  | 7   |    | 33   | 32   |
| 1998 | 第2  | 7    | 17  | 8   | 8   |    | 37   | 32   |
| 總共 |      |      | 228 | 117 | 111 |    | 375  | 373  |

## 榮譽

### 國內賽事
天皇盃 (2): 1993年, 1998年

### 國際賽事
亞洲盃賽冠軍盃 (1): 1994-95年 

亞洲超級盃 (1): 1994-95年

## 著名球員
- 前田治   1988年-1996年
- 反町康治 1988年-1993年
- 山口素弘 1990年-1998年
- 前園真聖 1992年-1996年
- 大嶽直人 1991年-1997年
- 波戶康廣 1995年-1998年
- 楢崎正剛 1995年-1998年
- 三浦淳宏 1995年-1998年
- 氏家英行 1997年-1998年
- 遠藤保仁 1998年
- 手島和希 1998年
- 辻本茂輝 1998年
- 塞萨尔·桑帕伊奥 1995年-1998年
- 津尼奥 1995年-1997年
- 艾巴依路 1995年-1996年
- 埃杜·馬拉戈 1993年-1994年
- 海梅·羅德里格斯 1992年-1993年
- 保羅·富特雷 1998年
- 伊戈爾·列迪亞霍夫 1998年

## 趣事
- 日本著名漫畫足球小將內的其中一名主要角色若島津健出道時，飛翼就是其第一間加盟的球會。

## 輔助資料
- Ultra Nippon: How Japan Reinvented Football by Jonathan Burchill, Headline Book Publishing Ltd., London: 2000 (ISBN 0-7472-7477-0).
- Rising Sun News: J. League in 1998 （页面存档备份，存于） - details the Flügels/Marinos controversy
- 78th Emperor's Cup playback : the Flügels' last challenge - Nippon Ganbare (French)